# Lista de equações de Euler (dinâmica de corpo rígido)
Em mecânica clássica as equações de Euler descrevem a rotação de um corpo rígido num sistema de referência com os seus eixos fixos ao corpo e paralelo ao eixos principais do corpo de inércia. Em componentes cartesianas, são eles:
{\displaystyle J_{x}\,{\dot {\omega }}_{x\mathrm {C} }+(J_{z}-J_{y})\,\omega _{y\mathrm {C} }\,\omega _{z\mathrm {C} }=M_{x\mathrm {C} }}
{\displaystyle J_{y}\,{\dot {\omega }}_{y\mathrm {C} }+(J_{x}-J_{z})\,\omega _{x\mathrm {C} }\,\omega _{z\mathrm {C} }=M_{y\mathrm {C} }}
{\displaystyle J_{z}\,{\dot {\omega }}_{z\mathrm {C} }+(J_{y}-J_{x})\,\omega _{y\mathrm {C} }\,\omega _{x\mathrm {C} }=M_{z\mathrm {C} }}
onde {\displaystyle J_{i\mathrm {C} }} são os momentos de inércia, {\displaystyle {\dot {\omega }}_{i\mathrm {C} }} as acelerações angulares, {\displaystyle \omega _{i\mathrm {C} }} as velocidades angulares e {\displaystyle M_{i\mathrm {C} }} os torques. Todos no sistema de coordenadas do corpo rígido.

## Motivação de dedução
Os cálculos que envolvem a aceleração, a aceleração angular, velocidade angular, momento angular, e a energia cinética são muitas vezes mais fáceis quando referenciados nas coordenadas do corpo. Isso porque o tensor momento de inércia {\displaystyle \mathbf {J} _{\mathrm {C} }} no sistema de coordenadas do corpo não se altera com o tempo. Se o tensor dos momentos de inércia do corpo rígido (com nove componentes, dos quais seis são independentes) for diagonalizado, então obtêm-se um sistema de coordenadas (chamado de eixos principais), no qual o momento de inércia do tensor tem apenas três componentes. O momento ângular no sistema do corpo é 
{\displaystyle \mathbf {L} _{\mathrm {C} }=\mathbf {J} _{\mathrm {C} }\,{\boldsymbol {\omega }}={\begin{bmatrix}J_{x}&0&0\\0&J_{y}&0\\0&0&J_{z}\end{bmatrix}}{\begin{bmatrix}\omega _{x}\\\omega _{y}\\\omega _{z}\end{bmatrix}}={\begin{bmatrix}J_{x}\,\omega _{x}\\J_{y}\,\omega _{y}\\J_{z}\,\omega _{z}\end{bmatrix}}~.}
No entanto, o princípio fundamental da dinâmica é definido no sistema inercial:
{\displaystyle {\frac {d\mathbf {L} _{\mathrm {I} }}{dt}}=\mathbf {M} _{\mathrm {I} }~,}
onde {\displaystyle \mathbf {M} } é o vetor torque. Para princípio fundamental da dinâmica ser resolvido com o sistema de coordenadas do corpo, o vetor do momento de inércia precisa ser transformado pela matriz de rotação {\displaystyle \mathbf {T} _{\mathrm {IC} }} definida pelos ângulos de Euler. Portanto,
{\displaystyle {\frac {d\mathbf {L} _{\mathrm {I} }}{dt}}={\frac {d}{dt}}\left(\mathbf {T} _{\mathrm {IC} }\,\mathbf {L} _{\mathrm {C} }\right)={\dot {\mathbf {T} }}_{\mathrm {IC} }\,\mathbf {L} _{\mathrm {C} }+\mathbf {T} _{\mathrm {IC} }\,{\dot {\mathbf {L} }}_{\mathrm {C} }=\mathbf {M} _{\mathrm {I} }~.}
Para se obter o torque no sistema de coordenadas do corpo, multiplica-se os dois lados por {\displaystyle \mathbf {T} _{\mathrm {CI} }=\mathbf {T} _{\mathrm {IC} }^{-1}}:
{\displaystyle \mathbf {T} _{\mathrm {CI} }\,{\dot {\mathbf {T} }}_{\mathrm {IC} }\,\mathbf {L} _{\mathrm {C} }+{\dot {\mathbf {L} }}_{\mathrm {C} }=\mathbf {M} _{\mathrm {C} }~,}
ou
{\displaystyle \mathbf {T} _{\mathrm {CI} }\,{\dot {\mathbf {T} }}_{\mathrm {IC} }\,{\begin{bmatrix}J_{x}\,\omega _{x\mathrm {C} }\\J_{y}\,\omega _{y\mathrm {C} }\\J_{z}\,\omega _{z\mathrm {C} }\end{bmatrix}}+{\begin{bmatrix}J_{x}\,{\dot {\omega }}_{x\mathrm {C} }\\J_{y}\,{\dot {\omega }}_{y\mathrm {C} }\\J_{z}\,{\dot {\omega }}_{z\mathrm {C} }\end{bmatrix}}={\begin{bmatrix}M_{x\mathrm {C} }\\M_{y\mathrm {C} }\\M_{z\mathrm {C} }\end{bmatrix}}~,}
com
{\displaystyle \mathbf {T} _{\mathrm {CI} }\,{\dot {\mathbf {T} }}_{\mathrm {IC} }={\begin{bmatrix}0&-\omega _{z\mathrm {C} }&\omega _{y\mathrm {C} }\\\omega _{z\mathrm {C} }&0&-\omega _{x\mathrm {C} }\\-\omega _{y\mathrm {C} }&\omega _{x\mathrm {C} }&0\end{bmatrix}}~.}
Finalmente obtê-se as famosas equações de Euler que descrevem como os componentes do vetor de velocidade angular no sistema de coordenadas do corpo evoluem no tempo,
{\displaystyle J_{x}\,{\dot {\omega }}_{x\mathrm {C} }+(J_{z}-J_{y})\,\omega _{y\mathrm {C} }\,\omega _{z\mathrm {C} }=M_{x\mathrm {C} }}
{\displaystyle J_{y}\,{\dot {\omega }}_{y\mathrm {C} }+(J_{x}-J_{z})\,\omega _{x\mathrm {C} }\,\omega _{z\mathrm {C} }=M_{y\mathrm {C} }}
{\displaystyle J_{z}\,{\dot {\omega }}_{z\mathrm {C} }+(J_{y}-J_{x})\,\omega _{y\mathrm {C} }\,\omega _{x\mathrm {C} }=M_{z\mathrm {C} }}

## Ver Também
- Giroscópio